# Tiffany Thornton
Tiffany Dawn Thornton (College Station, 14 de Fevereiro de 1986) é uma atriz, cantora e apresentadora americana. Thronton é conhecida por sua atuação na série de comédia do Disney Channel, "Sonny With a Chance" como a mimada Tawni Hart. Já atuou em outros shows televisivos, muitos da Disney Channel, como em Hannah Montana, As Visões da Raven e em Os Feiticeiros de Waverly Place, é apresentadora dos Jogos Transformando o Mundo da Disney junto com Jason Earles, Tiffany ficou noiva de seu namorado de um ano, Christopher Carney, um oficial de justiça, em dezembro de 2009. Os dois se casaram em 12 de novembro de 2011. Demi Lovato foi uma das damas de honra e pegou o buquê no casamento de Tiffany. Que hoje tem dois filhos. No dia 4 de dezembro de 2015, seu marido acabou falecendo em um trágico acidente de carro.

## Filmografia

### Televisão
Participou em Sunny entre Estrelas e do Sem Sentido com o mesmo elenco de Sunny entre Estrelas. Apresentou Jogos Transformando O Mundo. Participou do Filme Disney Channel Um Mascote Chocante como Jamie e em alguns episódios de séries do Disney Channel como: Hannah Montana e Os Feiticeiros de Waverly Place.

### Apresentadora
| Ano         | Título                                        | Papel               | Notas                                                                      |
| ----------- | --------------------------------------------- | ------------------- | -------------------------------------------------------------------------- |
| 2003        | Quintuples                                    | Stacy               | Apenas Episódio Piloto                                                     |
| 2004        | 8 Simple Rules for Dating My Teenage Daughter | Marni               | 1 episódio: Car Trouble                                                    |
| 2005        | American Dreams                               | Tonya               | 2 episódios: Truth Be Told, Home Again                                     |
| 2005        | The O.C.                                      | Ashley              | 3 Episódios: The Shape of Things to Come, The Disconnect e The Safe Harbor |
| 2006        | Desperate Housewives                          | Carine              | 2 episódios: No One is Alone, Times of You Secrets                         |
| 2006        | As Visões da Raven                            | Tyler Sparks        | (episódio Checkin' Out, parte de That's So Suite Life of Hannah Montana)   |
| 2006        | Jericho                                       | Stephanie Lancaster | Episódio Piloto                                                            |
| 2007        | Hannah Montana                                | Becky               | 3 episódios                                                                |
| 2007        | Os Feiticeiros de Waverly Place               | Susan               | 1 episódio: Movies                                                         |
| 2008        | Disney Channel's Totally New Year 2008        | Ela mesma           | Especial do Disney Channel                                                 |
| 2009 - 2011 | Sunny entre Estrelas                          | Tawni Hart          | Série Disney Channel                                                       |
| 2011 - 2012 | So Random!                                    | Tawni Hart          | Série Disney Channel                                                       |

{| class="wikitable"
|- bgcolor="#CCCCCC"
! Ano !! Título !!
|-
|2009 || Lights, Camera, Take Action! Disney's Friends for Change
|-
|2009 || Studio DC: Almost Live 3
|-
|}

### Filmes
| Ano  | Título              | Papel   | Notas                            |
| ---- | ------------------- | ------- | -------------------------------- |
| 2007 | Hell on Earth       | Felicia | Filme de TV                      |
| 2009 | Um Mascote Chocante | Jamie   | Filme original do Disney Channel |
| 2012 | Game Change         |         |                                  |

## Músicas
| Ano  | Música                                           | U.S. Hot | U.S. Pop | Álbum                                                            |
| ---- | ------------------------------------------------ | -------- | -------- | ---------------------------------------------------------------- |
| 2009 | "Let It Go" (feat. Mitchel Musso)                | —        | —        | Hatching Pete Trilha Sonora e Disney Channel Playlist            |
| 2009 | "Someday My Prince Will Come"                    | —        | —        | DVD Branca de Neve: E os 7 Anões: Edição Diamante                |
| 2009 | "Magic Mirror"                                   | —        | —        | Tinker Bell e o Tesouro Perdido Trilha Sonora                    |
| 2009 | "I Believe" (dueto com Caco, o Sapo)             | —        | —        | De Walt Disney Records and The Muppets Studio. (single de natal) |
| 2010 | "If I Never Knew You"                            | —        | —        | DisneyMania 7                                                    |
| 2010 | "Stop SPS" (feat. elenco de Sonny With a Chance) | —        | —        | Sonny With a Chance                                              |
| 2010 | "Kiss Me"                                        | —        | —        | Sonny with a Chance (trilha sonora)                              |
| 2010 | "Sure Feels Like Love"                           | —        | —        | Sonny with a Chance (trilha sonora)                              |